# Motorredskap

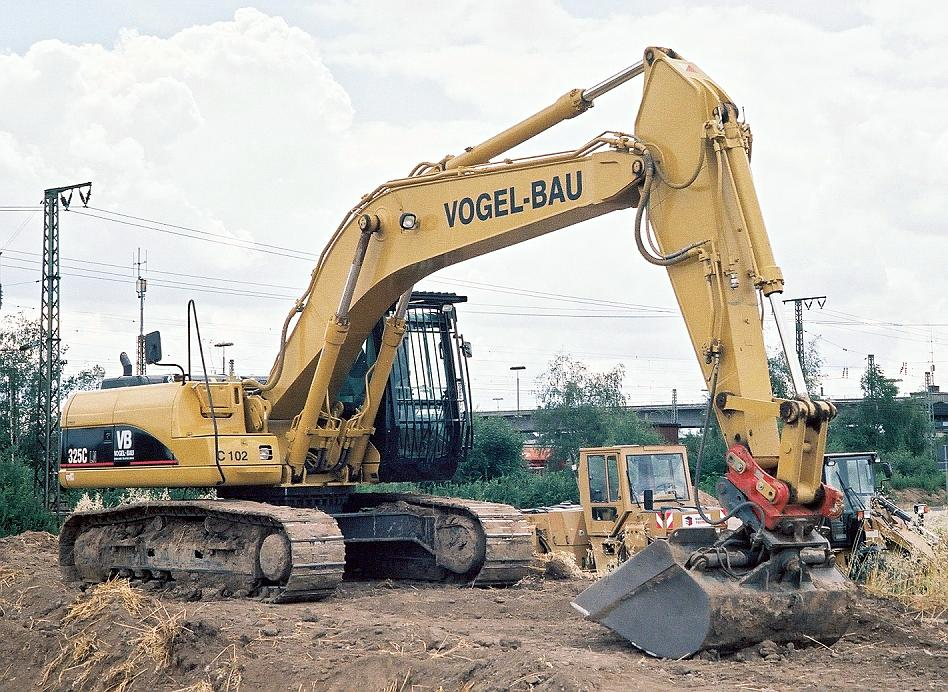
En grävmaskin är ett typiskt motorredskap.

Motorredskap är en klass bland motordrivna fordon vid sidan av motorfordon och traktor. Till motorredskap räknas de flesta anläggningsmaskiner. Motorredskap delas in i motorredskap klass I och motorredskap klass II.
Före år 1970 gällde för motorredskapen inte något krav på registrering eller besiktning och ingen skatte- eller försäkringsplikt. Det föreskrevs ingen åldersgräns och fordrades inte något bevis på kompetens för rätt att framföra dem. Utrustningsreglerna var knapphändiga och inte avsedda för det fall fordonen används som dragfordon vare sig när det gäller fordonet som sådant eller som draget fordon. Bestämmelserna om yrkesmässig trafik var inte i något avseende tillämpliga. Denna undantagsställning var föranledd av att man vid tillkomsten av de olika bestämmelserna inte räknade med någon egentlig användning av motorredskapen annat än som rena arbetsredskap huvudsakligen inom områden som inte hänförs till väg i vägtrafikförordningens mening. Det hade inte heller ansetts nödvändigt att införa regler som begränsar rätten att använda fordonen utanför sådana områden, trots att klassificeringen då enbart berodde på det ändamål för vilket fordonet inrättats och inte förändras av den faktiska användningen. En betydande teknisk utveckling ledde till att en rad nya typer av arbetsredskap nu förekommer och till att användningsområdet för sådana fordon utvidgats i hög grad. Det har gjorts gällande för utformningen av nya bestämmelser.
Detta ledde till en utredning som 1970 utmynnade i dagens regler om konstruktiv hastighet och krav på körkort samt uppdelning i två klasser.

## Motorredskap klass I
Motorredskap klass I får köra 50 km/timmen, med undantag såsom med släpvagn. Körkort med typ B eller högre krävs. Registreringsskylt och kontrollbesiktning krävs också.

## Motorredskap klass II
Motorredskap klass II får köra 30 km/timmen. Körkort med typ AM eller högre eller traktorkort krävs.